# Cowell
Cowell is een plaats in de Australische deelstaat Zuid-Australië en telt 791 inwoners (2006).